# Йозеф Шкворецький
Йозеф Шкворецький (чеськ. Josef Škvorecký; 27 вересня 1924, Наход — 3 січня 2012, Торонто) — чесько-канадський письменник та видавець.
Після війни закінчив Карлів університет, спочатку медичний факультет, потім факультет літератури і мистецтва, де вивчав англійську мову і філософію, захистив кандидатську дисертацію по американській соціальній філософії в 1951 році.
Після збройного придушення Празької весни Шкворецький разом з дружиною, актрисою Зденою Саліваровою, емігрував до США, працював в Корнеллському університеті, університеті Берклі.